# 潤滑剤
潤滑剤（じゅんかつざい、英語：lubricant）とは、潤滑のために使用する、グリースや潤滑油などといった物質のこと。減摩材ともいう。機械の可動部分に塗って相接する固体の摩擦を減らし、摩擦熱や摩耗を防ぐ。

## 機能
潤滑剤により適切な潤滑を施すことによって、摩擦部分の寿命延長、エネルギーロスの削減が可能となる。潤滑剤の機能として下記の項目が挙げられる。
- 減摩作用：乾燥摩擦によるトラブルを防ぎ、流体摩擦状態を保って摩擦を低減させる作用。摩擦面での潤滑剤の膜の安定性は高粘度のものほど良好であるが、あまり高すぎると潤滑剤自身が摩擦熱で温度が上がってしまう。
- 冷却作用：高荷重・高速で回る歯車等では、摩擦熱による昇温が避けられない。その場合大量の潤滑油を循環させて局部的な温度上昇を抑える機能を持たせている。放熱性は潤滑油の粘度が低い方が良好で、固体状のグリースには冷却作用を期待できない。
- 応力分散作用：歯車やベアリングの回転で潤滑剤が無いと、金属同士の接触面は点または線であり、接触面に大きな応力集中が起こる。金属の間に粘度の高い油膜があれば これがクッションの役割をして応力集中を緩和する。
- 密封作用：自動車のエンジンを考えると、金属部品であるシリンダーとピストンリングは直に接触していないが、潤滑剤であるエンジンオイルがエンジンの密閉性を受け持っている。

その他防錆作用（錆の予防）、防塵作用（グリースを使う場合）も期待される。

## 種類と性質
潤滑剤としては、液体の潤滑油、半固形のグリース、固体潤滑剤などがある。

### 潤滑油
一般に良く使われる潤滑油は石油精製物である。目的に応じて粘度・精製度・添加物等の異なるグレードが市販されている。潤滑油の粘度はVG値で表されるが、これは40℃における動粘度（cSt）センチストークス値に相当する。低速のウォームギヤ用のVG460はねっとりとした油であり、油圧用に使われるVG46の粘度は大豆油に近い。潤滑油として最も低粘度のVG2は低荷重・高速用に使われ、サラサラの油である。
また潤滑油の粘度は温度に依存し、温度が高くなると粘度が低下する。潤滑油としては温度による粘度変化が少ない方が望ましい。温度による粘度変化の大きさを粘度指数と呼び、この数値の高い方が粘度変化の少ない良い油である。一般の潤滑油は粘度指数80以上であるが、一般油圧作動油は粘度指数106～113、航空機用の作動油は120～140のものもある。
添加剤としては、エンジンオイルに使われる極圧添加剤は亜鉛やモリブデンなどの金属系化合物を主体とした添加物であるが、シリンダーやピストンリングの表面に吸着して潤滑膜を形成し、境界摩擦状態でも母材を保護する。上記の粘度指数を改善する目的で粘度指数向上剤が使われる。

### グリース
グリースは増ちょう剤に潤滑油を保持させることで揺変性（チキソトロピー）を与えた、粘着性の潤滑剤。揺変性物質は静置状態では流動せず、外から力を加えられることで流動性を示すが、流動に要する力の大きさをちょう度と呼び、ちょう度が大きいほど柔らかいグリースである。グリースは温度が高くなると増ちょう剤の3次元網目構造の崩壊などにより、静置状態においても非流動性を保てなくなるが、その温度を滴点と呼んでいる。

### 固体潤滑剤
正式には、自己潤滑性のある固体材料と定義される。固体潤滑剤には黒鉛（グラファイト）、二硫化モリブデン、ポリテトラフルオロエチレン（PTFE:テフロン）、銀、鉛、等が使われている。微粉末を使用するもの、膜を形成させるもの、含浸させるもの等がある。何れも表面の硬さが低い、融点が高く焼きつきにくい、化学的安定性が良いなどの性質を有している。

## 歴史
人類は、有史以前から火を起こすなど積極的に摩擦や摩耗を利用してきた。しかしながら、産業革命が本格化する18世紀まで摩擦自体が学問として体系的に研究されることはほとんどなかった。1966年にイギリスでまとめられた摩擦や摩耗による損害を推定した報告書（ジョストレポート）の中で、ピーター・ジョスト（Peter Jost）は適正な潤滑を行なえば51,500万ポンドの節減が可能であると報告し、摩擦摩耗潤滑に関する技術の重要性が認識されるようになった。これがトライボロジーの始まりとされることもある。
しかしながら、理論研究こそ最近まで行われなかったものの、人類が試行錯誤しながら潤滑油を作って来た歴史は非常に古い。古代エジプトでは、石像を動かすのにオリーブ油が用いられたことを示す壁画がある。現在主力である石油系潤滑油のほとんどは、油田が発掘された19世紀後半以降開発されたが、BC400年代のヘロドトスの「歴史」には石油の精製法とその利用方法が記載されている。旧約聖書にも石油についての記述が見つかることが知られている。

## 種類
- 潤滑油
- グリース
- 滑石
- 石墨